# Zahara de la Sierra
Zahara de la Sierra es un municipio español de la provincia de Cádiz, en Andalucía. Se encuentra en el centro del parque natural Sierra de Grazalema, en el extremo nororiental de la provincia, concretamente en la falda de la Sierra del Jaral, entre los ríos Guadalete y Bocaleones, y a la orilla del embalse de Zahara-El Gastor. Forma parte de la Ruta de los Pueblos Blancos, desde la cual podemos contemplar magníficas vistas de sus alrededores: al norte, Algodonales y sierra de Líjar; al oeste, el Arroyo de Bocaleones y Sierra Margarita (Prado del Rey y El Bosque); al sur, Arroyomolinos, Monte Prieto, Sierra Blanquilla - Puerto de las Palomas- y Sierra del Pinar (Grazalema); y al este, el Peñón Algarín (El Gastor). En el año 2018 contaba con 1400 habitantes. Su extensión superficial es de 72,48 km² y tiene una densidad de 19,54 hab/km². Sus coordenadas geográficas son 36°49′39″N 5°26′33′O
Se encuentra a una altitud de 500 metros y a 124 kilómetros de la capital de provincia, Cádiz.
Fundamentalmente, el pueblo vive de la agricultura y el turismo rural y de aventura. Es un destino conocido para los practicantes de deportes de senderismo, escalada, espeleología, kayak, bicicleta, rutas a caballo, en 4x4 o arqueológicas.
En el año 2018 Zahara de la Sierra pasó a formar parte de la asociación Los Pueblos Más Bonitos de España.

## Historia
Su historia se remonta hasta la Edad Antigua, pero será en la Edad Media cuando adquiere importancia al convertirse en un importante enclave musulmán, conquistado por los cristianos en el proceso de conquista del Reino de Granada. En la actualidad es uno de los pueblos más significativos de la Ruta de los Pueblos Blancos.

### Origen del nombre
Su nombre oficial es «Zahara», sin ningún añadido. Se acompaña frecuentemente del añadido «de la Sierra» para diferenciarla de la otra localidad gaditana de Zahara de los Atunes.
Rodrigo Caro pensó ser esta población la antigua Lastigi mencionada por Plinio entre las de la Beturia céltica: el P. Hierro y Cean Bermúdez le siguieron; pero es un error y el apellido de Turostanos, que en el último se da a los celtas de la Beturia, es absolutamente desconocido en la geografía antigua y en la historia. Lastigi está mejor reducida por el erudito Cortés a Castuera; y no deja de ser muy verosímil la conjetura del mismo Cortés sobre la identidad de la actual v. de Zahara y la c. llamada Regia por el citado Plinio, que cuenta entre las del conv. Jurídico de Cádiz distinguidas con el fuero del Lacio antiguo. La fortísima posición de Zahara es la más a propósito para una ciudad considerable de aquel tiempo, y no contradicen a esta correspondencia los indicios de la antigua Regia; si bien no damos tanto valor como dicho Sr. Cortés a la sononimia que pretende encontrar entre las voces Zahara y Regia. La primera es árabe en toda su pureza y significa propiamente flor, excusando esta sencilla explicación del nombre la rodada deducción del hebreo que la erudición del Sr. Cortes ha alcanzado. No es esta Zahara la famosísima fundada por el Nars Ledin Alá: aquella era un riquísimo palacio, y esta una importante fortaleza. En ella se avistaron por los años de 1282 el rey de Marruecos y el de Castilla Alfonso el Sabio. La ganó el infante Fernando en 1407. En 27 de diciembre de 1481 la recobraron los sarracenos por sorpresa, y de aquí se tomó ocasión para la guerra de Granada: en 1483 la reconquistó Rodrigo Ponce de León, marqués de Cádiz, que desde entonces se tituló marqués de Zahara.
Steiger dice, en su obra Contribución a la fonética del hispano-árabe y de los arabismos en el íbero-románico y el siciliano, que Zahara viene del árabe sahra. Este autor documenta en antiguo portugués sáfaro con el significado de inculto, agreste, estéril, y sáfara como terreno sáfaro, penhasco, antiguo español çafara. Según Wilhelm Giese, la etimología de sahra confirma plenamente lo anterior y sigue diciendo que en árabe andalusí el significado de estéril, desértico (según prueban formas portuguesas antiguas derivadas de esta) se referiría luego a rocoso, en relación con la montaña con cumbres rocosas sobre la que está construida la parte urbana de Zahara.
Curiosamente, en la Alpujarra granadina, en Trevélez, a la manzanilla que se recoge en el monte la adjetivan como zahareña (a la que en Zahara denominan manzanilla basta). También, y sin salir de Granada, a una de las rutas más agrestes de Sierra Nevada se le da el nombre de Zahareña en el enorme plano de todas las rutas esquiables. Y, por último, hace poco haciendo unas compras en un establecimiento regentado por un marroquí, al darle mis datos, me comentó que mi pueblo tenía un nombre árabe y que ellos le llaman así "a los peñones grandes y levantaos"; lógicamente él no ha visto, ni conoce mi pueblo. Es decir, que el significado de Zahara posiblemente nada tenga que ver ni con princesas, ni flores, como algunos nos han venido contando y, simplemente, haga mención a uno de los rasgos más importantes de su fisionomía paisajística: la roca en la que está enclavada, que cosas del destino tiene una vecina más pequeña a la que aquí llamamos Zaharilla.

### Crónicas

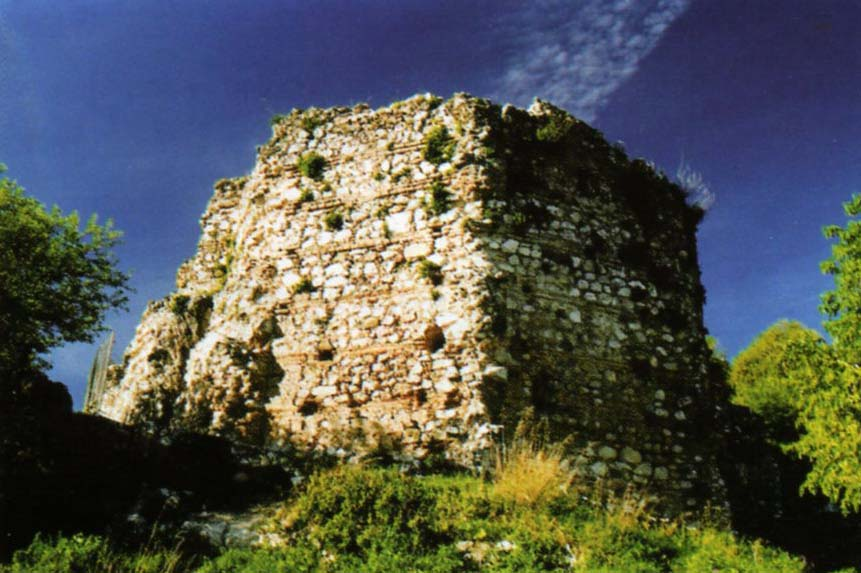
Ábside de la primitiva iglesia antes de las excavaciones

El primer testimonio documental es de 1282 cuando Alfonso X el Sabio le pide ayuda al sultán de los Benimerines, Ben Yusef o Abu-Yusuf Ya'qub (1258-1286), para que le auxilie contra la sublevación de su hijo, el futuro Sancho IV. El sultán le emplaza en Zahara, que es una importante fortaleza y frontera de los Nazaríes.
De 1407 a 1481 es ocupada por los cristianos, que la pierden el 28 de diciembre de 1481 a manos de los Nazaríes. Esta conquista es tomada por los cristianos como pretexto para iniciar la guerra de Granada. La toma final cristiana de Zahara  se produce en octubre de 1483 a manos de Rodrigo Ponce de León.
Según lo describe Rodrigo Caroː

Ganóse primero de los Moros Zahara, y después volvió a perder, hasta que Rodrigo Ponce de León, marques, y duque de Cádiz la volvió a ganar con osadía, y orgullo de aquel su gran corazón. Estando en Zahara cerca del Castillo, me mostraron la parte, por donde el marqués, y los Christianos (según allí es recebida tradición) habían subido trepando, e hincando clavos por las peñas, y da miedo en solo considerarlo. También oí contar en la misma sazón a un hidalgo anciano de aquella villa, un coloquio, que había passado entre una mujer de cien años, y uno de los señores Duques de Arcos y entretenerse al sitio de los Algodonales; y diciéndole, que en el mismo sitio, aún vivía una vieja, que había conocido, y visto al Marques de Cádiz, aun antes que se ganara Ronda, donde todavía estaban los Moros: el Duque con la curiosidad de ver mujer tan anciana, y que le podía dar nuevas de conocimiento de tan valeroso caballero, y su ascendiente, fue a las casas, donde estaba, porque ella estaba ya ciega, y apenas podía andar: y habiendo llegado a la parte donde estaba, le dijeron, que allí estaba el señor Duque de Arcos su señor, y el Duque la saludo lo qual respondió la buena vieja: Seáis bien venido señor Duque, y reprendiéndola los circunstantes, que no hablase de aquella manera, el Duque los reprendío a ellos, diciendo, que más estimada aquel vos de aquella vieja, que la excelencia, que todos le llamavan. Pregúntole, si había conocido al Marques de Cádiz don Rodrigo Ponce de León, y dijo que sí, y le había visto muchas veces: y diciéndole, que dijese lo que del se le acordaba, dijo, que habiendo Moros en la ciudad de Ronda, y siendo ella cagaleja, vino a aquel sitio con cinquenta Cavalleros, todos sus lanzas y adargas, como si vivieran a pelear; y que el día que allí llegaron era Domingo: y después de verles dicho Missa su Capellán, que consigo traía, preguntó, que si había algo que comer; alo qual, los que allí se hallaban, que moraban el sitio, dijeron, que no había cosa ninguna para su Señoría: repregúntoles el Marques, si había por allí cerca algún ganado del término de Ronda, y diciéndole, que allí cerca andaba el ganado de los Moros, el Marques y los suyos subieron a caballo, y de a poco volvieron con un toro que habían muerto; el cual después de desolado, y hecho piecas, lo mando asar, y del comieron todos: y habiendo seteado todos sobre sus adargas debajo de los árboles, que allí había, a la tarde se habían vuelto a escapar. Fuele de mucho gusto al Duque la relación, y el modo con que la buena vieja la hizo; porque diciendo, que el Marques, u los suyos habían comido aquella carne de toro assada, añadía ella: No como vos ahora señor Duque, que comeís buenas gallinas; y diciendo, que habían sesteado sobre las adargas, decía: No como ahora señor Duque, que vos dormis entre sabanas de Olanda. Lo cual no solo llevaba mal con el Duque, más antes admiraba la excelente virtud de su bisabuelo, y de aquellos Cavalleros, que le acompañaban: y yo juntamente en esta acción reconozco la viva imitación de los Héroes, que introduze Homero en su Ilíada, donde jamás representa combite demás, que carne asada, pan y vino y en la Odisea, significando los muchos regalos, que la Ninfa Calipso hazia Vlisses, dice, que le daba pan blanco y vino tinto. Con esta parsimonia vivieron aquellos restauradores de España, imitadores verdaderos de aquellos antiguos Héroes. Ahora podemos todos exclamar lo que Cicerón O tempora ¡o mores! Bueltos a nuestra Zahara, digo, que será hoy villa de quinientos vecinos, Título de Marquesado de la Casa de Arcos, por haberla ganado don Rodrigo Ponce de León, a quien dijimos se la dieron los Reyes Católicos. Escribe muy a la larga las amenidades, fertilidad, y la abundancia desta villa Diego de Mesa en las grandezas de España, cap. 30 y Salazar de Mendoça en el Chronico de los Ponce de León, allí remito al Lector lo mucho, que aquí debo, por no repetir lo mismo, que otros han dicho, que no es este mi intento.

### Jurisdicción de la Villa entre los siglos XV y XVIII
La Villa de Zahara fue durante todo el antiguo régimen Marquesado y Señorío entre los siglos XV y XVIII, gozando de importantes rentas. El poder jurisdiccional era ejercido por el alcaide del castillo, en quien lo delegaba el señor, al que correspondía la tenencia de la villa. El señorío de la villa lo dieron los Reyes Católicos a Rodrigo Ponce de León, duque de Arcos y marqués de Zahara.
El gobierno local recaía en el Consejo que lo componía: dos alcaldes, un alguacil mayor, tres regidores, un escribano, dos jurados, un personero y un mayordomo. En el siglo XVIII uno de los dos alcaldes, uno de los tres regidores y uno de los dos jurados mencionados anteriormente, residían y eran máxima autoridad en la Puebla de Algodonales, que se había constituido en un importante núcleo de población. La Puebla de Castores (El Gastor) tenía jurisdicción pedánea y un alcalde nombrado por la villa y confirmado por el duque.
Su término se extendía sobre la Puebla de Algodonales, la Puebla de Castores (El Gastor) y la aldea de La Muela. Limitaba al norte con el término de Villamartín, al sur con el de Ronda y las Cuatro Villas de la Serranía, al este con los términos de El Coronil, Morón y Olvera, finalmente se unía por la parte oeste a los términos de las Cuatro Villas de la Serranía.

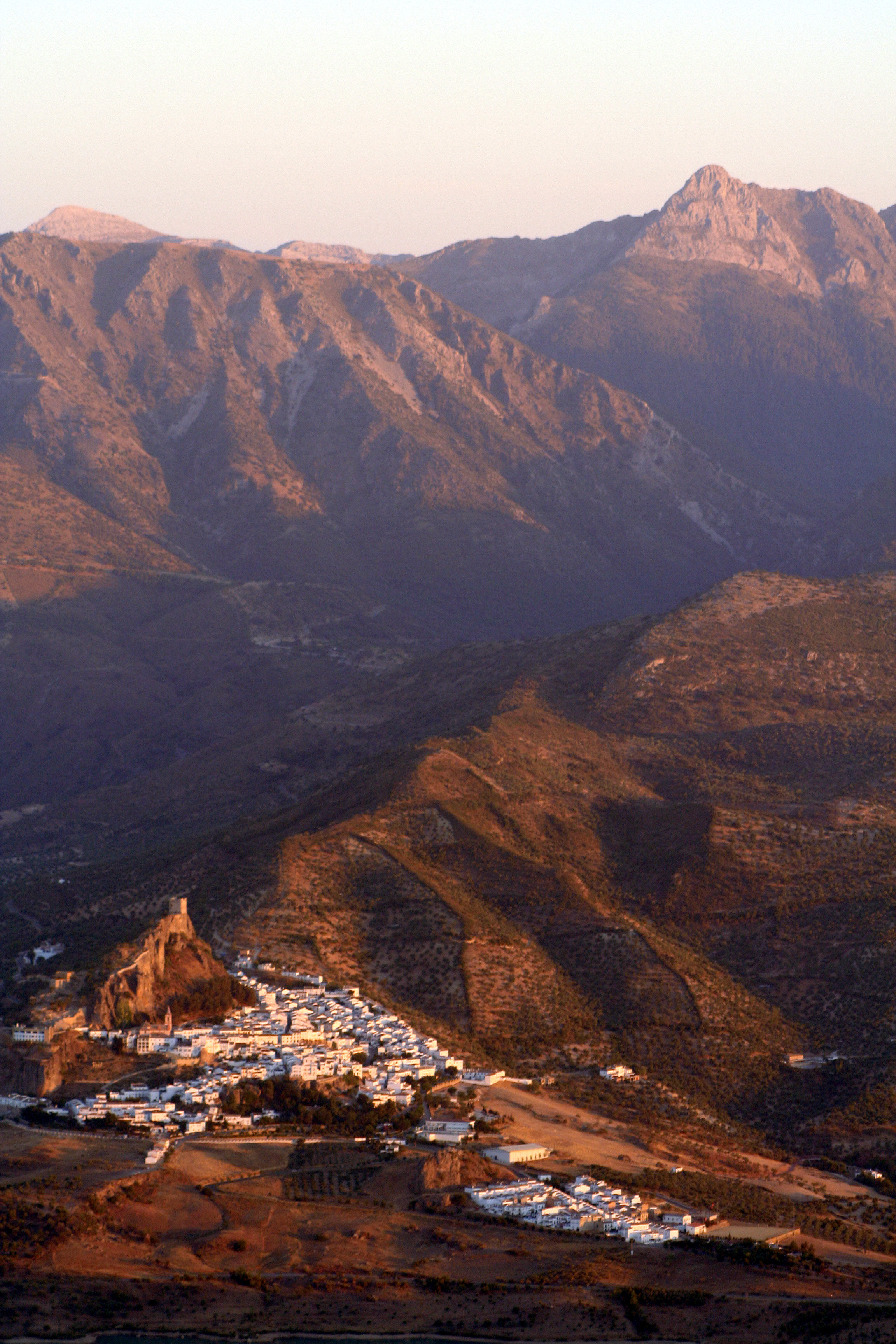
Zahara, al atardecer.

### Guerra de la Independencia
En plena guerra de la independencia llegan los franceses a tierras andaluzas, adentrándose en la sierra de Cádiz para asaltar los pueblos de la comarca, con el Rey José I Bonaparte a la cabeza. Este a su paso por Zahara, se instala a modo de guarnición junto a sus soldados en la fortaleza nazarí el 28 de febrero de 1810 ya que se encontraba abandonada, debido a la emancipación y desarrollo de la villa hacia el lugar donde hoy día se ubica. Hasta en tres ocasiones hubo intentos de ser asaltado el castillo y fortaleza por las tropas españolas, si bien en la primera liderada por el zahareño Pedro Pineda el 11 de enero de 1811, estuvo a punto de serlo. El segundo ataque tuvo lugar a manos del propio Jefe de Escuadra José Serrano Valdenebro comandante de los ejércitos y partidas de la sierra el 17 de mayo de 1810, pero también fracasó. Y el último a cargo del general Ballesteros el 8 de abril de 1812, que tampoco consigue doblegar y asaltar a los franceses defensores del castillo. 
El Jefe de Escuadra José Serrano Valdenebro, comandante de los ejércitos y partidas de la sierra, aprueba un osado plan de ataque ideado por el capitán Pedro Pineda, para atacar la guarnición francesa de Zahara. Pineda, vecino de Zahara conocía muy bien la zona, el imponente castillo cristiano-nazarí y las formas de subir hasta la Torre del Homenaje. Serrano Valdenebro sabe de la importancia del lugar y su castillo (a 512 metros de altitud), es un punto estratégico en la cuenca alta del Guadalete, desde donde se domina gran parte de la comarca y la principal vía de comunicación entre Olvera y Montellano. 
Descripción de Cipriano Mauleón del primer asalto;
“D Pedro Pineda, Singular patriota, vecino de Zahara, se encargó de la dirección de su sorpresa, y bien instruido entró la noche del 11 de enero de este año con dos Guerrillas del Provincial de Ronda, al mando de los tenientes D José Luis Noguera y D Juan Machado Citas la una en la posada N(1) y la Otra en la Casa (2), con el Objeto de embarasar la salida del enemigo al Pueblo por la única comunicación de la calle de la Iglesia (3), Con otra de unos 54, del Regimiento de la Reina, al mando de su Teniente D. Domingo de Surga, se encaminó a la quebrada del Tajo (4) y con el auxilio de una escalera trepo por varias Albarradas hasta tomar la altura: siendo de notar, que encuadramo subió la Tropa afianzada de una cuerda, que suspendía Pineda con su extraordinaria fuerza Esta Guerrilla se apoderó del Castillo (5) abandonado Ataca una Guardia de cinco hombres situada en el derrumbiadero de la espalda abrigada de un Parapeto, donde se le mató uno Se hizo un prisionero, despeñándose los demás Desciende Pineda con otro Pelotón Embiste la Torre (6) Se apodera del pico matando tres franceses, que había en él, y al querer subir al alto fue herido gravemente Esta tropa dueña de la altura inaccesible por su dominación, del bajo de la Torre, y las partidas en las Casas, encerravan al Enemigo, cuya fuerza eran de algunos cincuenta hombres, en un rrecinto estrechísimo Mas sin saber por qué, todo se abandonó, y ocupada la altura por el enemigo, se imposibilitó la
operación Pereció Pineda cuya memoria debe eternizarse a la posteridad como la infamia de los Causantes de tan inaudita cobardía Cuartel General de Gaucín 20 de enero de 1811 Firmado Serrano Valdenebro - De Mauleón -”
Descripción del tercer asalto;
Ballesteros descubrió el engaño, cuando, en lugar de regresar a Sevilla, el 9 de abril atacó el pequeño castillo de Zahara en la sierra pero fue repelido con pérdidas considerables, intentó una expedición por el norte de Ronda, de Algodonales, Alcalá, Pruna, Casarabonela, donde se reunió con Copons. Entonces, la división del Marqués de las Cuevas del Becerro atacó Osuna, que estaba defendida solo por "Escopeteros" y se esperaba que presentaran poca resistencia, pero después de dos días de combate y la pérdida de doscientos hombres entre muertos y heridos, los 3000 patriotas se retiraron, batidos por ciento cincuenta de sus propios compatriotas que luchaban en el bando de los invasores franceses.

### Citas y descripciones
- Ibn Marzuq

Ibn Marzuq (1370-1371), autor de una obra en la que narra con intención moralizante los “memorabilia” del sultán mariní Abu-l-Hasan, nos informa de las repetidas atenciones que el susodicho manifestara hacia los pobladores del glacis defensivo rondeño. Dice en concreto:

“.....debía ocuparse de la ciudad de Ronda y de su tierra circundante y de lo que dependía de ella y de Gibraltar (Dios la guarde), dispensándoles abundantes subvenciones. Yo mismo estuve, un año, encargado de distribuir los dones y de inspeccionar estos territorios, y de oir las reclamaciones de sus habitantes y de comprobar qué necesitaban, pues nuestro señor todos los años designaba a alguien para que llevara esto a cabo. Su aportación del dinero recogido por el azque aquel año fue de cien mil dinares de oro, que envié a Ceuta, marchando luego como embajador a Granada, y a mi salida de Granada me dirigí a inspeccionar las tierras de al-Andalus, registrando por escrito todo lo que se ne había ordenado. Me acompañaban los secretarios de Gibraltar y Ronda, maravillándonos de todo lo que (esta tierra) obtiene (de Abu l-Hassan) anualmente. Llegué hasta Zahara (al-Sajra) y la fortaleza (hisn) de Olvera y el territorio vecino, deteniéndome en la frontera entre musulamnes y cristianos, oyendo las quejas de la gente de ambas religiones, obteniendo todos y cada uno su derecho, concediendo en toda esta región su beneficio y ayuda.....” (El “Musnad”, p. 325 y 326). 1370-1371

- Lastigi. Cap. LXI.

Lastigi es el quinto pueblo Céltico de este distrito, en el cual no se ofrece menos dificultad para asentar, cual pueblo sea: pero aquella máxima, que llevamos, de que estos lugares estuvieran unos cerca de otros, y algunas otras razonables conjeturas me dan a entender, que Lastigi hoy la villa de Zahara, que dista de Ronda cuatro leguas, poco más, o menos, y de Sevilla catorce leguas al medio día, inclinado un poco al levante. Está situada esta villa sobre una gran peña tajada; que solo tiene entrada por una parte al Poniente, donde tiene una puerta fortísima con torres, baluartes, murallas, y otras fortificaciones. Por todas las demás partes es altísima la peña de modo, que a los que miran hacia el suelo, y las aves, y aun a vezes las nubes parecen abaxo. Las calles están picadas, y hechas a fuerça de picos; y escodas, y muchas de las casas labradas en la viva peña, y por la mayor parte della se va subiendo por escalones cabados en la misma viva peña. Finalmente, assi como es esta villa el lugar más fuerte de España por su naturaleza, assi es tan espero, que a las mugeres que son desta condición, llamamos Zahareñas.
En lo muy alto tiene un castillo, y allí cerca esta la iglesia mayor. Y no es sola esta la fortaleza desta villa, sino que también para llegar a la población casi una milla desde el río Guadalete, por un cerro muy alto, y áspero de subir. Tiene assi mismo junto a si este gran peñasco, en que está fundada Zahara, la alta sierra, que llaman del Pinar, primeras señas de España, a los que viniendo de las Indias de Occidente navegan el mar Atlántico; porque esta sierra es lo primero, que se descubre de la amada patria, y quien todos dan las primeras saludes.
Entre las demás medallas, que junta el Licenciado Sacho Hurtado de la Puente, se ve una muy antigua de bronce, como un real de a dos, en la que parece una cabeza humana, y cerca della una línea tortuosa. De la otra parte tiene dos espigas, y en medio el nombre deste lugar, que es en esta forma.
Parece, que aquella línea tortuosa denota el río Guadalete, que por la parte de Setentrion vaña, y va rodeando con varias bueltas el gran cerro, sobre que se levanta el peñasco, donde esta Zahara. Las espigas denotan la fertilidad de su campiña, que oy es mucha, y siempre lo habrá sido, como lugar de la Andalucía.
- Acta Capitular de Zahara de la Sierra:12 de marzo de 1845

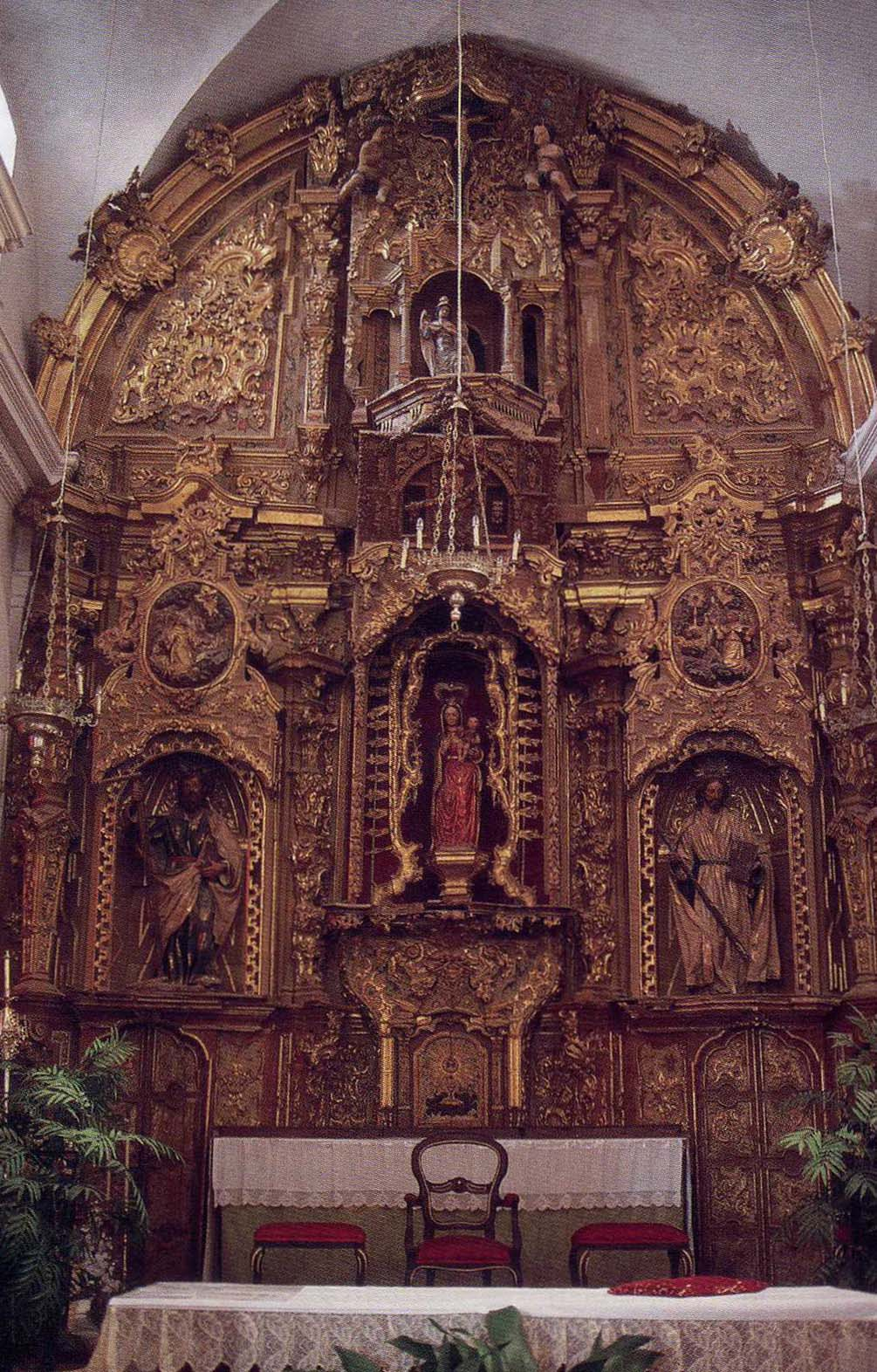
Retablo Mayor

En la villa de Zahara a doce de marzo de mil ochocientos cuarenta y cinco, reunidos en estas Casas Capitulares los señores del Ayuntamiento que al margen se expresan quienes por ante mí, su secretario acordaron lo siguiente.
Por el señor presidente se hizo presente que el desastroso estado en que la actual estación de lluvias y vientos habían puesto a este vecindario, lo habían obligado a reunir a la Corporación extraordinariamente para que sobre esta deliberación, pues que rodeado el pueblo de barrancos desnivelando enteramente el terreno sobre que esta población se halla el vecindario en mayor conflicto amenazadas muchas partes de las casas con hundimientos y otras a ser demolidas a impulso de las grandes piedras que amenazan desprenderse del gran tajo que las domina, como consecuencia de la referida desnivelación. Que esta catástrofe ha ocasionado ya ruinas y amenaza otras más considerables y si no se encuentran medios de atenuar tantas fatalidades que han producido en el vecindario la mayor consternación, que hasta llega su autoridad ha tomado las medidas oportunas, entre otras cortar las aguas de la fuente de arriba y fortificar algunas paredes más peligrosas pero que todo es insuficiente en atención a que el pueblo se ve casi incomunicado por el gran quebradero que lo pasa de la mitad de él, sus entradas obstruidas y peligrosas por las mismas causas y los puentes de sus ríos sin poder llegar a ellos por otros grandes quebraderos, muchas casas arruinadas y otras en eminente peligro de serlo, males todos superiores a las fuerzas ordinarias y extraordinarias de este vecindario, que implora la tutela de la autoridad pública para librarse de azares que le rodean.
Penetrada la corporación de la exactitud de lo dicho por el señor alcalde acordaron conforme de los señores un expediente que abran los extremos del anterior relato, con apreciación de las perdidas, su valor y las cantidades necesarias para evitar otras y asegurar el pueblo y sus libres comunicaciones: Que dicho señor adopte cuantas medidas le sugiera su celo y en las atribuciones de esta corporación para impedir en cuanto sea posible los males que se sufren para lo que le confieren comisión y están prontos a prestarle auxilios los individuos de la misma: Que se dé la orden a la Junta Municipal Beneficencia adopte y propongan las medidas que le sean oportunas para que sea socorrida la miseria que ha producido la actual calamidad: Que se dé cuenta de todo al Sr. Jefe, político con testimonio de este acto para que sus señores ordene lo conveniente, sin perjuicio de remitirle el expediente de que se hace mérito y consultarle a un mismo tiempo de que fondos podrá echar mano la corporación para las obras más perentorias que la situación del pueblo exige, y que últimamente se le diga que la corporación se ocupe de prevenir nuevos quebrantos y que espera que sus señorías extenderá su mano protectora y tutelar a favor de un pueblo laborioso y pacífico afligido por una calamidad espantosa.
Peñalver (Alcalde), Márquez, Pérez, Mesa Calero, Casillas, Tardío, Castro y Tardío Pineda.
- Pedro de Medina

ZAHARA (Siglo XVI): Está asentado este pueblo sobre un gran risco o peña que solamente tiene una entrada o subida muy agria y tan dificultosa que con gran pesadumbre se puede subir al pueblo cabalgando. Lo cercado y antiguo del pueblo está encima de la peña, a media ladera. Las calles están picadas y hechas a mano unas sobre otras, picadas en la peña, tan dificultosas de andarse que, para esto, están llenas de escaleras y, con todo esto, es menester que estén los hombres muy acostumbrados a subir y bajar por ellas para acertar y andar y poner los pies. Lo nuevo del pueblo está continuado con lo antiguo, pero en un lugar más bajo y más llano, que es como una mesa algo llana que se hace en el mismo risco antes de subir a lo muy alto, pero no es tan llano esto que haya donde correr un caballo.
- Rodrigo Caro

ZAHARA (Siglo XVII):  Está situada esta villa sobre una gran peña tajada, de modo que solo tiene entrada por una parte, al poniente, donde tiene una puerta fortísima con torres, valuartes, murallas y otras fortificaciones. Por todas las demás partes es altísima la peña, de modo que a los que miran desde las casas da miedo mirar hacia el suelo y las aves, y aún a veces las nubes parecen abajo. Las calles están picadas y hechas a fuerza de picos y escodas y muchas de las casas labradas en la viva peña, y por la mayor parte de ella se va subiendo por escalones cabados en la misma viva peña. Finalmente, así como es esta villa el lugar más fuerte de España por su naturaleza, así es tan áspero que a las mujéres que son de esta condición llamamos zahareñas.
En lo muy alto tiene un castillo, y allí cerca está la iglesia mayor. Y no es sola ésta la fortaleza de esta villa sino que, también para llegar a la población, se sube casi una milla desde el río Guadalete por un cerro muy alto y áspero de subir.
- Pedro de Gamaza y Romero de Aragón

ZAHARA (Siglo XVII (1644): La villa de Zahara está empinada sobre una peña tajada que solo tiene entrada por una parte, al poniente, donde tiene una parte fortísima, con torres, baluartes, murallas y otras fortificaciones, por todas las demás partes es altísima la peña, de modo que a los que miran desde las casas da miedo mirar hacia el suelo, y las aves yacen a veces debajo. Las calles están picadas y hechas a fuerza de picos y de escodas, y muchas de las casas labradas en la misma peña, y por la mayor parte de ellas se va subiendo por escaleras cabadas en la misma peña. Es esta villa el lugar más fuerte de España por su naturaleza y grande aspereza, pues a las mujeres de esta condición llaman zahareñas.
- Sebastián Miñano

ZAHARA (Siglo XIX): Villa secular de España, provincia y arzobispado de Sevilla, partido de Marchena, alcalde mayor de primera clase con dos ordinarios, tribunal eclesiástico foráneo, 224 casas, 726 vecinos, 2.735 habitantes con sus aldeas, Algodonales y El Gastor, una parroquia, un convento de frailes, un pósito.
El nombre de esta villa es de origen arábigo, y está situada en país de serranía, en territorio de ínfima clase, con pequeña labor, y también corta porción de huertas, viñas y olivares, plantados en las sierras que cercan la villa por todas partes.
Las calles están picadas, las casas labradas en viva peña, y por la mayor parte de ellas se sube por escalones hechos a pico, de manera que es uno de los lugares más fuertes de España por la aspereza del sitio, y por esta causa se han trasladado los vecinos a un llano a oriente de la sierra, el cual es muy apacible y hermoso, rodeado de fuentes copiosas de buena agua, que riegan sus huertas con terreno arboleado, por el cual pasa el río Guadalete. El peñasco sobre el que está fundada la villa antigua está junto a la alta sierra que llaman El Pinar, que es lo primero que se ve de España por los que, viniendo de Indias Occidentales, navegan al Mar Atlántico. Dista 15 leguas de la capital. Contribuye 47.868 rs. 16 mrs.
- Pascual Madoz

ZAHARA (Siglo XVIII): Villa situada a veinte leguas de Cádiz, entre sierras a inmediaciones del Guadalete. Su nombre y fundación son de los árabes y en el sitio que está la antigua villa hay restos de la misma época, habiéndose trasladado la mayor parte de sus moradores a un llano que hay a Oriente de la sierra por ser terreno más ameno. Al S. del pueblo hay unos baños sulfurosos muy útiles para las enfermedades cutáneas e irritaciones crónicas. Pertenece a la diócesis de Sevilla y al partido judicial de Olvera, de donde dista tres leguas. Consta de 347 vecinos y 1.151 habitantes; tiene una parroquia, un pósito, un estanco y hubo un convento de frailes. En la quinta de 1844 entraron en suerte 85 jóvenes de 18 a 24 años. Pagó por toda contribución 48.497 rs. y cosecha al año común 6000 fanegas de granos y legumbres, 3000 arrobas de vino y 250 de aceite, que con los frutos menores y sus muchos pastos importan 201.300 rs. Hay granjería de ganados y algunos telares para lienzos ordinarios.
Madoz, Pascual – Diccionario geográfico-estadístico-histórico de España y sus posesiones de ultramar (1846-1850)
ZAHARA (Siglo XIX): Zahara, villa con ayuntamiento en la provincia de Cádiz (20 leguas), partido judicial de Olvera (3), diócesis, audiencia territorial y capitanía general de Sevilla (14). Situada en una altura al N y en la falda de una elevada colina, en cuya cúspide se encuentra un antiguo castillo dominado por un cerro llamado Purgón. El clima es muy estremado en el estío e invierno y propenso a intermitentes y catarros. Tiene 350 casas de mediana construcción, entre ellas la del Ayuntamiento, cárcel y una fuente cuyas aguas, aunque potables, no son muy buenas. Iglesia parroquial (Santa María de la Mezza (sic), servida por un cura de concurso y provisión ordinaria, y un cementerio bien situado. Una ermita en el pueblo, San Juan de Letrán.
Confina el término por el N con el de Algodonales, E El Gastor, S Grazalema y El Bosque, y O Prado del Rey. Hay en él varios caseríos diseminados para el servicio de las pequeñas labores. Nace en el término el río Boca-leones, en el sitio del Bramadero, cuyas aguas, después de fertilizar algunos terrenos, se incorporan al Guadalete. El terreno es muy montuoso, con algunas cañadas de sembradura, y poblado de monte y mata baja.
Los caminos, locales y malos. El correo se recibe de Ronda tres veces en la semana. Produce toda clase de cereales, bastantes para el consumo, algunas legumbres y muchas frutas. Hay ganado y de toda especie y caza de conejos y perdices. Industria, la agrícola, y varios molinos harineros y de aceite. Población, 374 vecinos, 1.151 almas. Riqueza: prod. 4.000,880 rs. Imp. 50.280. El presupuesto municipal asciende a 40.000 rs., y se cubren con el producto de los bienes de propios.

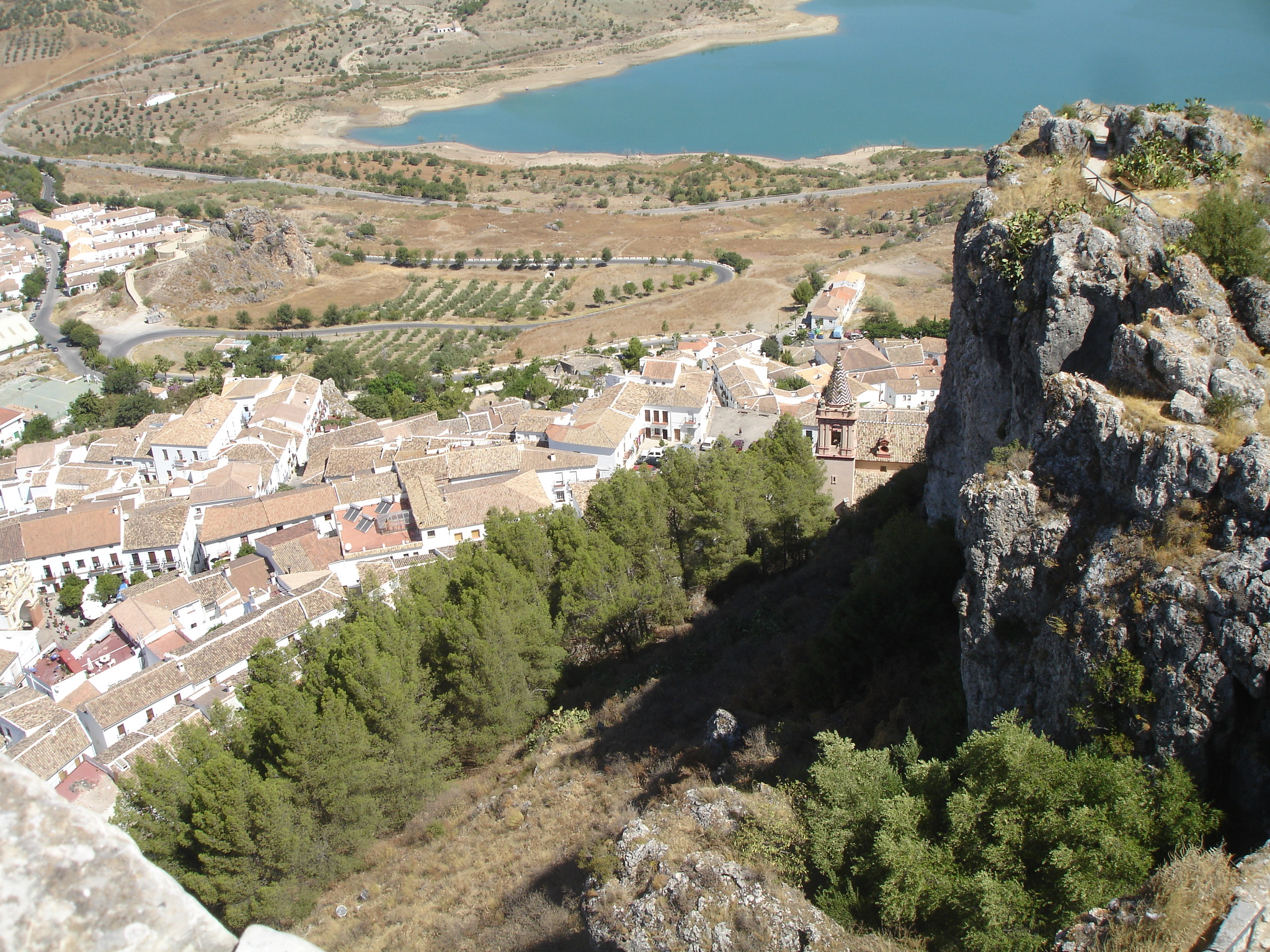
Zahara desde su castillo.

## Festividades
- Carnaval.
- Semana Santa.
- Romería de Bocaleones, se celebra el segundo o tercer fin  de semana de mayo en honor a la Virgen de Comares, conocida popularmente esta festividad como Romería de la Pastora por ir la virgen ataviada de pastora; fue instaurada esta fiesta religiosa por el párroco D. Pedro hace ya más de 20 años, esta imagen en la antigüedad se hallaba y veneraba en la ermita del Cortijo de Comares, que se encuentra dentro del término municipal de Zahara, en dirección a Prado del Rey.
- Corpus Christi, celebrado desde hace más de 500 años.[3]
- Festividad de San Juan, se celebra cada año en torno al 24 de junio o domingo más próximo; en la antigüedad se celebraba durante todo el fin de semana y era prácticamente una feria; con verbenas diurnas en las distintas ventas de las huertas de Arroyomolinos, grupos musicales, atracciones,turroneros, torneos, competiciones, culminando la fiesta el domingo con la misa en honor al santo en el altar instalado por los vecinos de Arroyomolinos. Hoy día ha quedado reducida a celebrarse en domingo, llevando a la imagen de San Juan Bautista en romería desde Zahara acompañándolo en carroza, a pie y a caballo hasta la Ribera de Arroyomolinos, para después de la misa en su honor pasar un buen día de convivencia romeros y romeras y visitantes.
- Feria, se celebra en torno al  20 de agosto; con sueltas de vaquillas, actuaciones musicales, gymkanas, carreras cintas, competiciones acuáticas, torneos de fútbol, etc.
- Festividad de la Patrona, en torno al 15 de septiembre tiene lugar los cultos religiosos,que culminan con la procesión de la patrona la Virgen de los Dolores, por las calles de la Villa.
- Sierrasur Ecofestival, festival de música en directo en el Área Recreativa La Playita en torno al puente del Pilar del 12 de octubre.
- Recreación Histórica Toma de la Villa de Zahara, se conmemora la conquista definitiva de D. Rodrigo Ponce de León el 28 de octubre de 1483. (Se celebra en torno al tercer fin de semana de octubre).[4]
- Festividad de los Santos Patronos San Simón y San Judas Tadeo (onomástica de los patronos del pueblo coincidiendo con el aniversario de la toma castellana de zahara 28 de octubre de 1483).

## Geografía humana

### Demografía
Cuenta con una población de 1355 habitantes (INE 2024).
| Gráfica de evolución demográfica de Zahara entre 1842 y 2021                                                          |
| |
| Población de derecho según los censos de población del INE. Población de hecho según los censos de población del INE. |

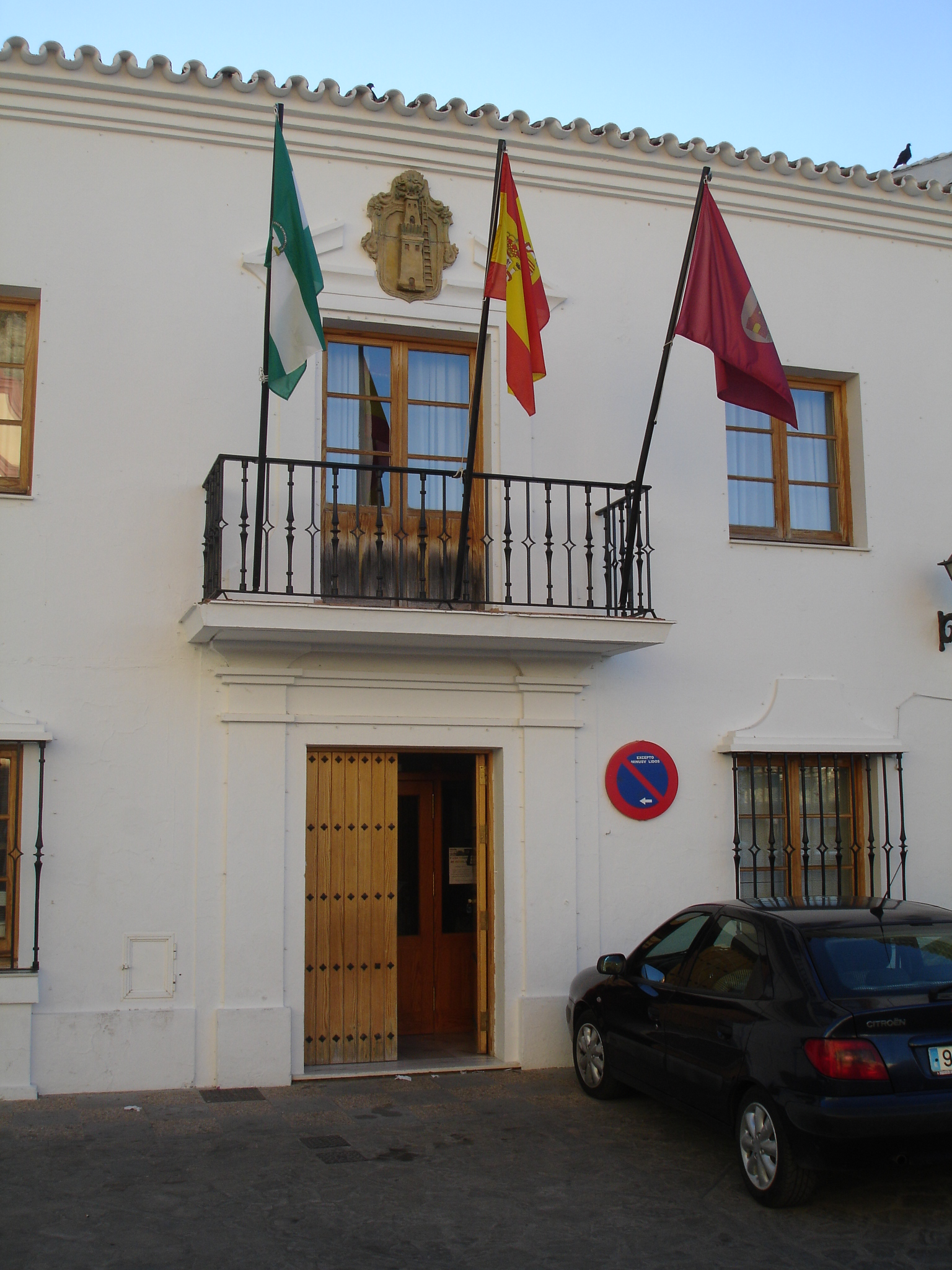
Ayuntamiento.

Del trabajo histórico de Salazar de Mendoza conocemos los pueblos que en 1492 pertenecían a la región del Duque de Cádiz, Rodrigo Ponce de León, así como el número correspondiente de vecinos. De las ciudades siguientes se lee: Arcos de la Frontera (3000 vecinos), Zahara (800 vecinos), Ubrique (400 vecinos), Benaocaz (100 vecinos), Villaluenga del Rosario (100 vecinos), Grazalema (300 vecinos). Entre estas también aparece Benamahoma (64).
Una comparación del número de habitantes en 1930 con el total de vecinos de 1492 muestra claros cambios de valor en cuanto a la importancia de las ciudades. Mientras que Ubrique en esta última fecha contaba con la mitad de los 800 vecinos de la importante Zahara, y Grazalema, solamente tres octavos, es ahora la primera ciudad en el recuento de habitantes, con 6495 h., esto es, 2,4 veces más que Zahara, y 1,5 veces más que Grazalema.
Una comparación del número de habitantes de aproximadamente 1845 (en Madoz) con los 1930, muestra, en general, una pérdida de población. El crecimiento más fuerte lo tienen Algodonales, Puerto Serrano, El Gastor, Grazalema y Zahara; un crecimiento más débil (1,2 a 1,5 veces) se muestra en Ubrique, El Bosque, Bornos y Arcos de la Frontera. Y, por último, Benamahoma, Villaluenga del Rosario y Benaocaz manifiestan un descenso notable de población.
En 1940 la población se mantuvo prácticamente igual que en 1930, ascendiendo ligeramente el dato de población en 1950. A partir de 1960 el municipio comenzó a experimentar población, debido aparentemente al éxodo rural experimentado por tantos pueblos de reducida cantidad de habitantes. El descenso se cortaría en la década de los 90, tras perder a la mitad de la población, manteniéndose dicha cifra estable hasta la década actual, donde marcado por las dinámicas demográficas nacionales (con especial afectación en municipios de una población contenida y una ubicación algo aislada de las cabeceras provinciales) vuelve a descender población.
Destaca la iniciativa de 2018 de eliminar las fuerzas del orden local, sin que en seis meses se produjera altercado alguno de relevancia.

## Premios y distinciones Otorgadas
- Declarado conjunto histórico-artístico por Real Decreto de 7/Septiembre/1983.
- Premio Nacional de Embellecimiento y Mejora de los Pueblos Españoles, concedido por el Ministerio de Información y Turismo en el año 1971.
- Premio Anual de Embellecimiento y Mejora de los Pueblos Gaditanos, concedido por la Diputación de Cádiz en el año 1966.
- Primer Premio de Embellecimiento de los Pueblos de la provincia en el año 1975.
- Población de Carácter Histórico-Pintoresco.

## Monumentos

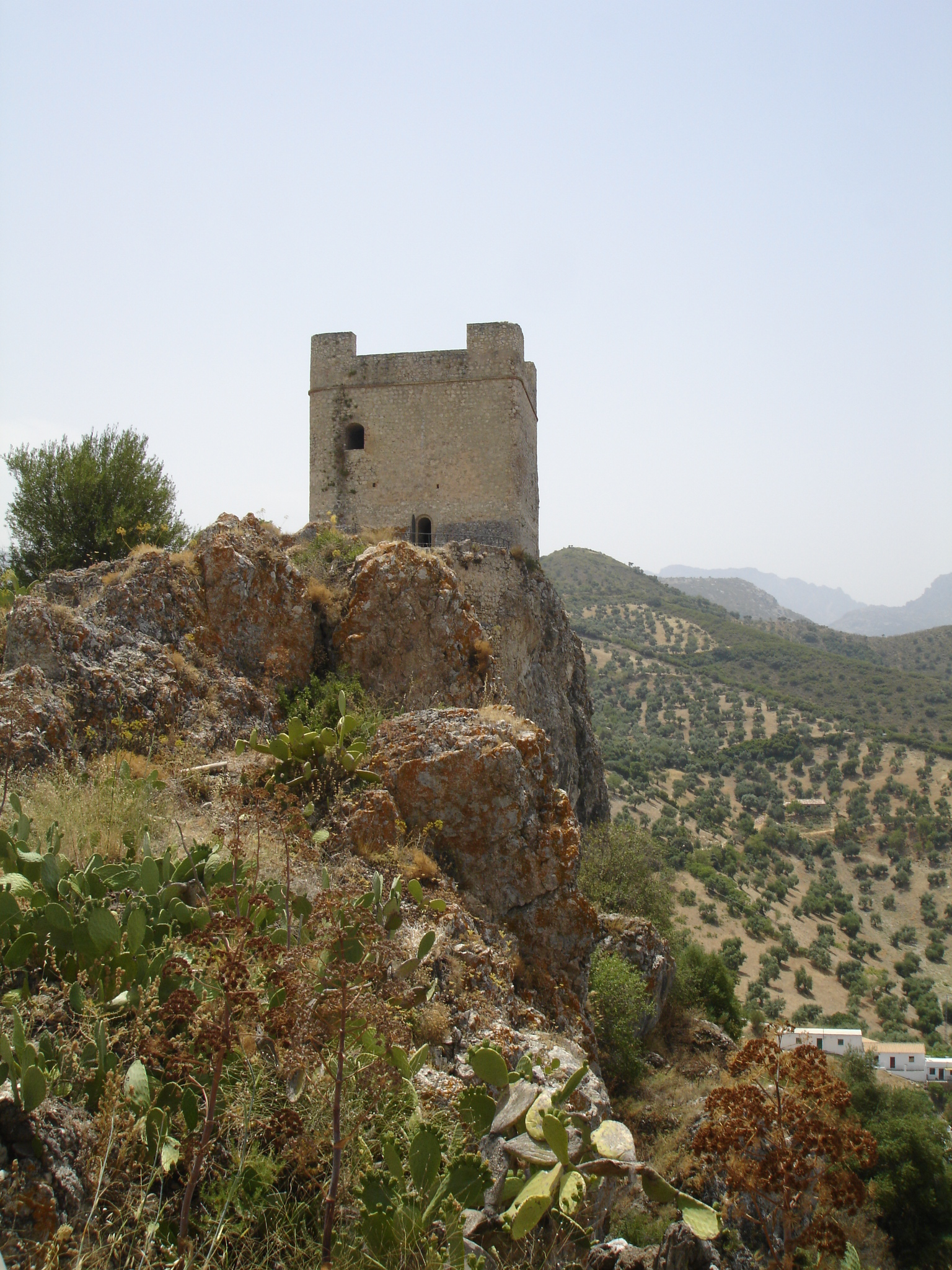
Castillo.

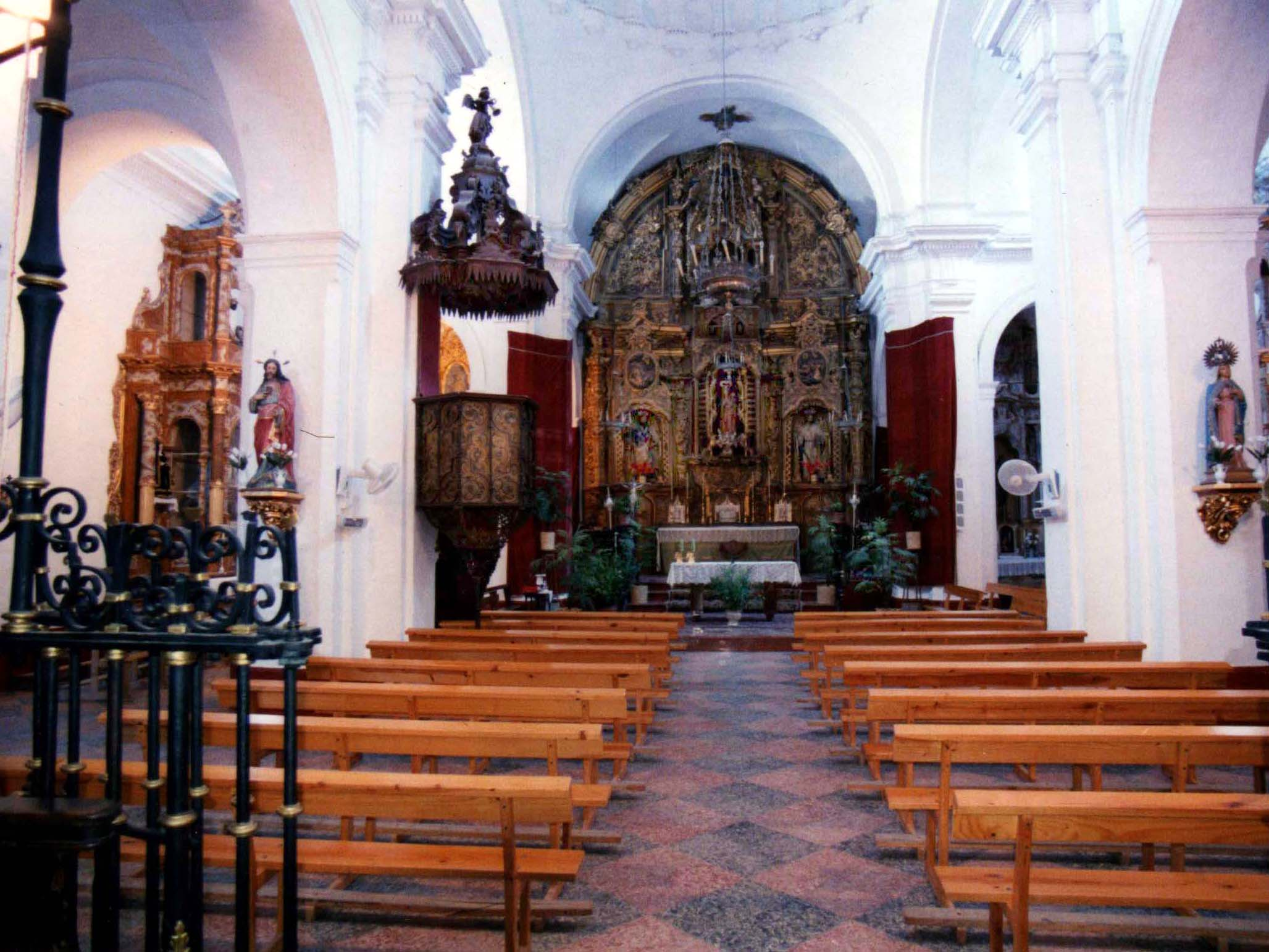
Nave central de S.M. de la Mesa.

Los monumentos de Zahara gozan de un gran antigüedad. Los más singulares son el Castillo, de origen árabe, y la iglesia mayor.
- El poblado nazarí: Donde cabe destacar La Torre del homenaje (el castillo), La Torre-ábside (antigua iglesia Mayor) y lo que permanece en pie de la Puerta de la Villa Medieval de Zahara, destruida el 25 de agosto de 1812 por los franceses después de ser expulsados.

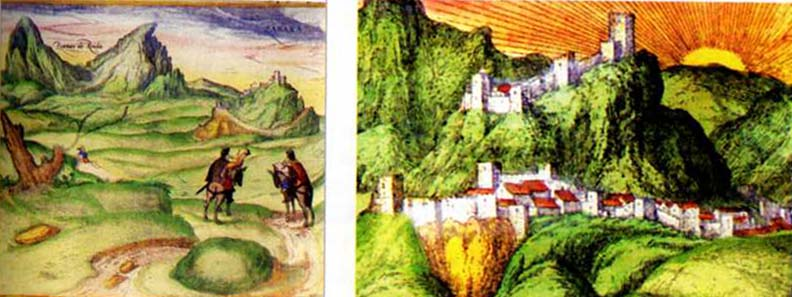
Grabados del XVI.

Los grabados incluidos en la obra de 1599 Civitates Orbis Terrarum, editado por Braun y Hogemberg nos acercan a lo que fue dicha fortaleza, que aunque no son exactamente ejemplo de mapas cartográficos si reflejan la disposición paisajística de la villa y la configuración de la fortaleza. Se conservan dos de la Villa de Zahara. La primera vista se dibuja en el camino de Mallaga a Xeres, la otra perspectiva, situada en el camino de Xeres a Mallaga, nos presenta también un territorio vacío de vegetación y vida agropecuaria.
- Iglesia Mayor: Tras la conquista de Zahara por parte de las huestes del infante don Fernando de Antequera en 1407, se erigió como iglesia la antigua mezquita de los musulmanes granadinos que acababan de ser expulsados de la villa y fortaleza. Cuentan las crónicas contemporáneas, que la cruz que traía delante de sí el Infante se colocó en la mezquita, que se convirtió inmediatamente en iglesia al bendecirla el obispo de Palencia, don Sancho de Rojas, que acompañaba a don Fernando, dándose el título de Santa María de la Concepción. Las excavaciones arqueológicas llevadas a cabo en la última década bajo la dirección de Luis Mª Cobos corroboran los relatos de las crónicas, pues evidencian la existencia de antiguas estructuras musulmanas bajo la primitiva iglesia de Zahara. Según Francisco Siles Guerrero, al que debemos la recopilación de todas las fuentes referentes al pasado de esta iglesia, la advocación actual de Santa María de la Mesa debió ser importada de Utrera, ciudad con la que mantuvieron estrecha relación los Saavedra, señores de Zahara desde 1464 hasta 1481, donde existe hoy día también tal Virge como titular. Los datos arqueológicos aportados por Luis Mª Cobos y una descripción textual fechada en 1685, apuntan a que fue una iglesia de planta rectangular, de dos naves con cubierta de estilo mudéjar a dos aguas, y la cabecera de forma poligonal gótica con contrafuertes en cada una de las esquinas. La capilla mayor estaba cubierta por una cúpula o media naranja y estaba dedicada al Santísimo Sacramento, que fue siempre objeto de una devoción especial en Zahara a lo largo de todas las épocas.

En la actualidad esta edificación que fue restaurada años atrás, alberga el centro de interpretación de la Villa Medieval, espacio expositivo que ofrece unas pinceladas sobre la historia del yacimiento y del actual pueblo, que se centra en el tema Espacio Ritual, ya que este lugar ha sido sagrado desde la antigüedad. El recorrido de la exposición se desarrolla por bloques expositivos donde se han utilizado paneles estáticos tradicionales y recursos multimedia que enfatizan la experiencia visual de este espacio. Cuenta con estructuras y soportes expositivos que permiten cierta compartimentación y delimitación de áreas particulares que refuerzan la comprensión del recorrido temático. Los vestigios arqueológicos tienen acceso visual desde la plataforma principal del recorrido, cuenta con iluminación específica. Entre los restos arqueológicos podemos destacar restos de una cisterna excavada en la roca de época turdetana (siglo V-siglo IV a. C.) donde según los arqueólogos se realizaba culto a las aguas depositándose ofrendas en el interior de la cisterna. De época romana quedan algunos restos también relacionados con el agua como una cisterna que se puede ver en el exterior en la pared oriental del edificio. Los restos islámicos se conservan en mal estado, limitándose al muro de la derecha de la pasarela de madera de la entrada. Este edificio, probablemente la iglesia de Santa María de la Concepción, está dividido en tres dependencias: una central más amplia y las dos laterales subdivididas a su vez en dos compartimentos, del siglo XV. A finales del siglo XV o comienzos del XVI se rellena el edificio descrito y se construye el ábside y la iglesia gótico-mudéjar de Sta. Mª de la Mesa de la que quedan restos evidentes
- Iglesia de Santa María de la Mesa: De estilo barroco del siglo XVIII, Santa María de la Mesa de Zahara constituye una destacada muestra de la arquitectura religiosa andaluza de la segunda mitad del siglo XVIII, marcada por la plenitud del barroco, con su excesiva y recargada ornamentación, y la llegada de los primeros matices del estilo neoclásico, que se evidencia por su sobriedad. La contemplación del exterior de la iglesia nos muestra una estructura arquitectónica donde el sobrio y desnudo juego de volúmenes a distinta altura manifiesta que nos encontramos ante un templo de planta de cruz latina con una nave central más ancha y elevada que sus dos compañeras, al estilo de las antiguas basílicas, más en crucero.
- Capilla de San Juan de Letran: Del siglo XIX, San Juan de Letrán de Zahara constituye una destacada muestra de la arquitectura religiosa andaluza de la segunda mitad del siglo XIX. La ermita actual está edificada sobre el solar que ocupó la antigua, la cual fue bendecida e inaugurada en el año 1956. Es de una sola nave, su portada principal es un amplio arco de medio punto coronado por tres espadañas, que cobijan las campanas fundidas el mismo año de su construcción. Está dedicada a la advocación de Nuestra Señora de los Dolores, Patrona de Zahara de la Sierra. En el interior, puede contemplarse el altar que preside el Santísimo Cristo de la Veracruz, Nuestra de los Dolores y San Juan Evangelista, imágenes de valor incalculable que pueden fecharse del siglo XVI y de finales del siglo XVII el Cristo y la Virgen. Además en los laterales se encuentran las imágenes del Santo Entierro, el Resucitado, San José, San Roque y San Juan Bautista.
- Fuentes: Zahara de la Sierra posee varias fuentes de agua potable; "El Altabacar" que se sitúa en dirección a Grazalema junto al Molino "El Vínculo", "La Higuera" que se encuentra junto a la Piscina Municipal y "La Calera" en dirección hacia la Ribera de Arroyomolinos.
- Molino El Vínculo: Es la única almazara antigua que produce aceite de oliva hoy día, en la antigüedad existían varios molinos en la localidad.
- Almazara " Molino del Manzanillo": Desde hace unos años, también existe la almazara "Oleum Viride", que produce solamente aceite ecológico, de aceituna manzanilla.
- Lavadero Municipal: Adosado junto a la mencionada fuente "La Higuera". Donde las Zahareñas antiguamente iban a lavar las prendas y demás enseres de la casa.
- Cementerio: Es de los más singulares de la comarca y provincia, por encontrarse justo en la roca donde aún se conservan los lienzos de las murallas del Castillo.

## Personas destacadas
- Rodrigo Ponce de León (1443-1492), I marqués de Zahara.
- Rodrigo Ponce de León (1493-1530), II marqués de Zahara, nieto del anterior.
- Luis Ponce de León y Téllez-Girón, IV marqués de Zahara.
- Rodrigo Ponce de León y Álvarez de Toledo (1602-1658), VII marqués de Zahara.
- Pascual María Estruch (1787-1863), alcalde en 1818.
- Francisco Villaescusa Amuedo, "El Cristo", 1871-1918, bandolero.

## Naturaleza
El pueblo se encuentra en un enclave privilegiado del Parque natural Sierra de Grazalema. Desde él se pueden realizar diversos senderos y experiencias con la naturaleza, como:
- Garganta Verde
- Paseo por el río Bocaleones

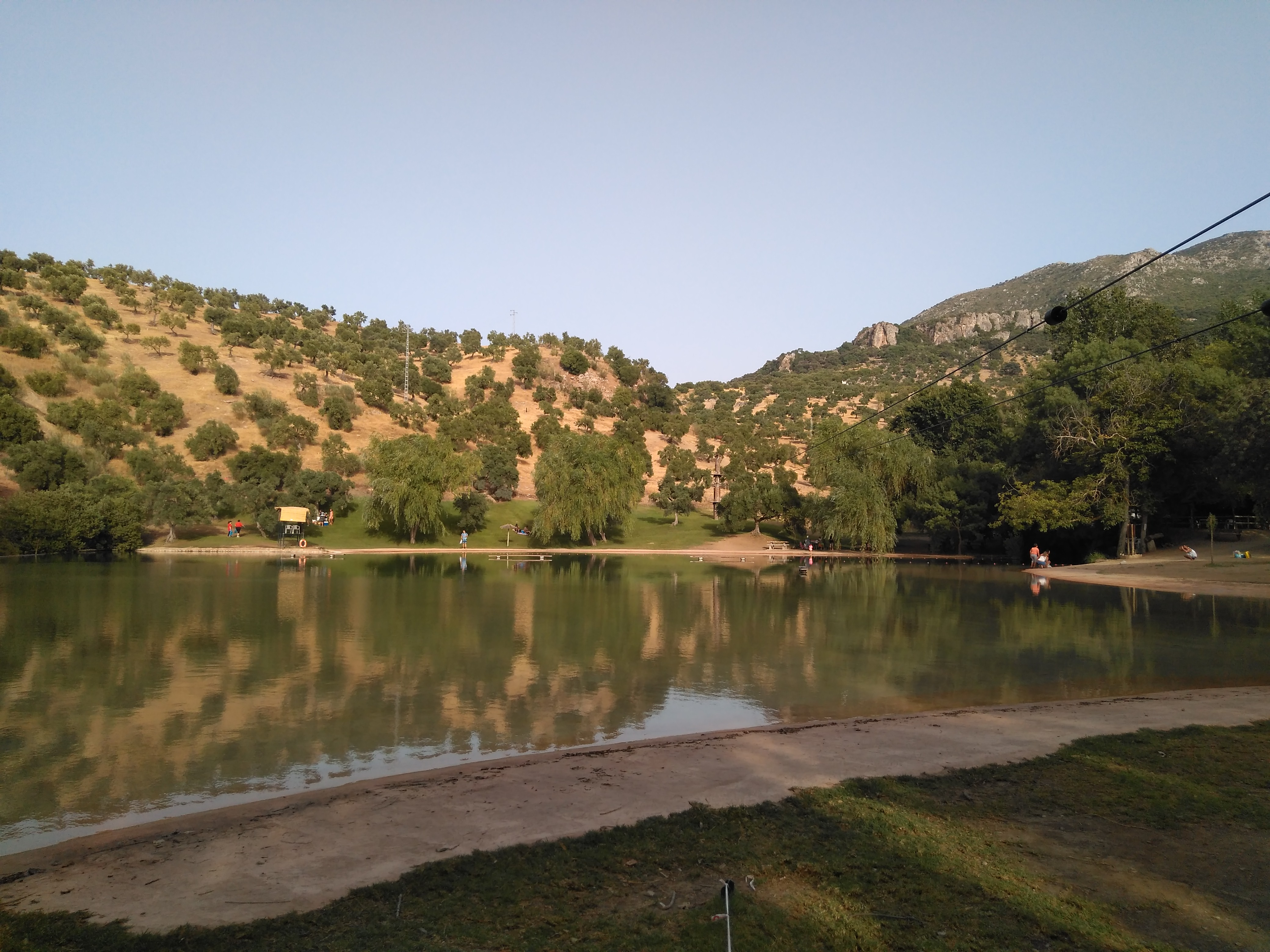
Área Recreativa Arroyomolinos

- Baños en la playa del río Arroyomolinos
- Kayak en el Embalse de Zahara
- Espeleología en la Cueva del susto
- Paseo por el jardín de pinsapos en el núcleo urbano

## Gastronomía
En Zahara es muy famosa la carne y cocidos de la tierra. En el apartado de repostería destacan los suspiros (merengues) y los gañotes (canutos fritos de masa de almendra y canela). Es tradicional los Quemones: Sopa de pan, agua y sal, con aceite de oliva, ajo, cebolla y perejil, que se consume casi seca.

## Comunicaciones
Por carretera:
La principal vía de comunicación la compone la A-382 (Jerez Fra.- Antequera), la cual enlaza directamente con la CA-531 (Algodonales-Grazalema) que nos da acceso a la localidad y al resto de los Pueblos Blancos de la sierra. Igualmente, la A-382 enlaza con la A-473 (Sevilla-Ronda-Costa del Sol) poniéndonos en contacto directo con la serranía de Ronda y la provincia de Málaga.
Por tren:
· Estación de Ronda
· Estación de Málaga
· Estación de Sevilla
· Estación de Jerez de la Frontera
· Estación de Cádiz
Por avión:
· Aeropuerto de Málaga
· Aeropuerto de Sevilla
· Aeropuerto de Jerez de la Frontera